# Мешап (література)
Мешап (англ. Mashup — змішання) — жанр літератури, в основі якого лежить інтеграція класичного твору або історичного сюжету з фантастичними елементами. Основні сюжетні лінії і стилістика твору при цьому зберігаються, але видозмінюються через упровадження в оповідь таких фантастичних фігур, як вампіри, перевертні, зомбі, демони, роботи тощо.
Книга Сета Грема-Сміта «Гордість і упередження і зомбі», в якій скомбіновано класичний роман Джейн Остін «Гордість і упередження» з елементами фантастичного роману про зомбі, стала найзнаменитішою і успішною роботою в цьому жанрі, породивши плеяду наслідувачів. Іншим відомим романом цього жанру є «Авраам Лінкольн: Мисливець на вампірів».
Термін «мешап» спочатку виник в галузі комп'ютерів і музики. Як написав Адам Коген в редакторській колонці газети «Нью-Йорк таймс» про книгу «Гордість і упередження і зомбі»: «Ідея скомпонувати два джерела інформації у новий продукт бере свій початок зі світу техніки (на думку приходять музичні ремікси) і все ширше розповсюджується в інші галузі — включно з книговидавництвом».

## Риси жанру
Жанр мешап заснований на принципі запозичення, якого не цурається світова література. У цьому контексті спостерігається зв'язок з постмодернізмом, де вторинність і запозичення є усвідомленою позицією. Автори творів в жанрі мешап переносять героїв класичних творів або реальних історичних персонажів в умови фантастичного роману, де фігурують зомбі, вампіри та інші популярні медійні образи. При цьому авторська оповідь стилізується під оригінал. Таким чином, відомий твір проходить через деконструкцію, «оновлюється», знаходячи нові сенси.

## Твори
- Сет Грем-Сміт — «Гордість і упередження і зомбі»
- Бен Г. Вінтерс[en] — «Почуття і чутливість і Морські чудовиська[en]», «Андроїд Кареніна[en]»
- Стів Гокенсміт[en] — «Гордість і упередження і зомбі: Світанок жаху[en]»
- Віра Назарян[en] — «Менсфілд-парк і мумії», «Нортенгерське абатство і янголи і дракони»
- Вейн Джозефсон — «Емма і вампіри»
- Білл Чолгош — «Пригоди Гекльберрі Фінна і зомбі Джима»
- Шеррі Бравнінґ Ірвін[en] — «Джейн Слейр»
- Портер Гренд — «Маленькі жінки і перевертні»
- Лінн Мессіна[en] — «Маленькі вампірські жінки»
- Аманда Ґрейнд — «Містер Дарсі, вампір»
- А. Е. Мурет — «Королева Вікторія: Мисливець на демонів[en]»
- Тетяна Корольова — «Тимур і його команда і вампіри»
- Олексій Декань — «Кайдашева сім'я проти зомбі»[2]
- Oleksiy Dekan «Kaydash Family vs Zombies» (2024) — англомовне видання
- Олексій Декань — «Кайдашева сім'я проти упирів» (2025)

## Український мешап
У червні 2021 року вийшла друком книга Олексія Деканя «Кайдашева Сім'я проти зомбі» [Архівовано 15 вересня 2021 у Wayback Machine.] -  містична мешап повість за мотивами твору Івана Нечуя-Левицького. Книга вийшла в двох альтернативних обкладинках: у авторському виконанні, та в оформленні художника Андрія Данковича, автора коміксу «МОР».